# Ohrlochpistole

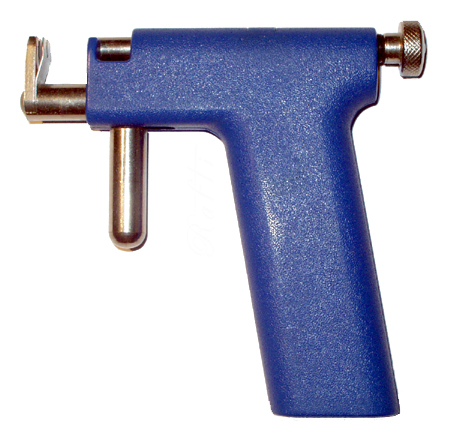
Ohrlochpistole

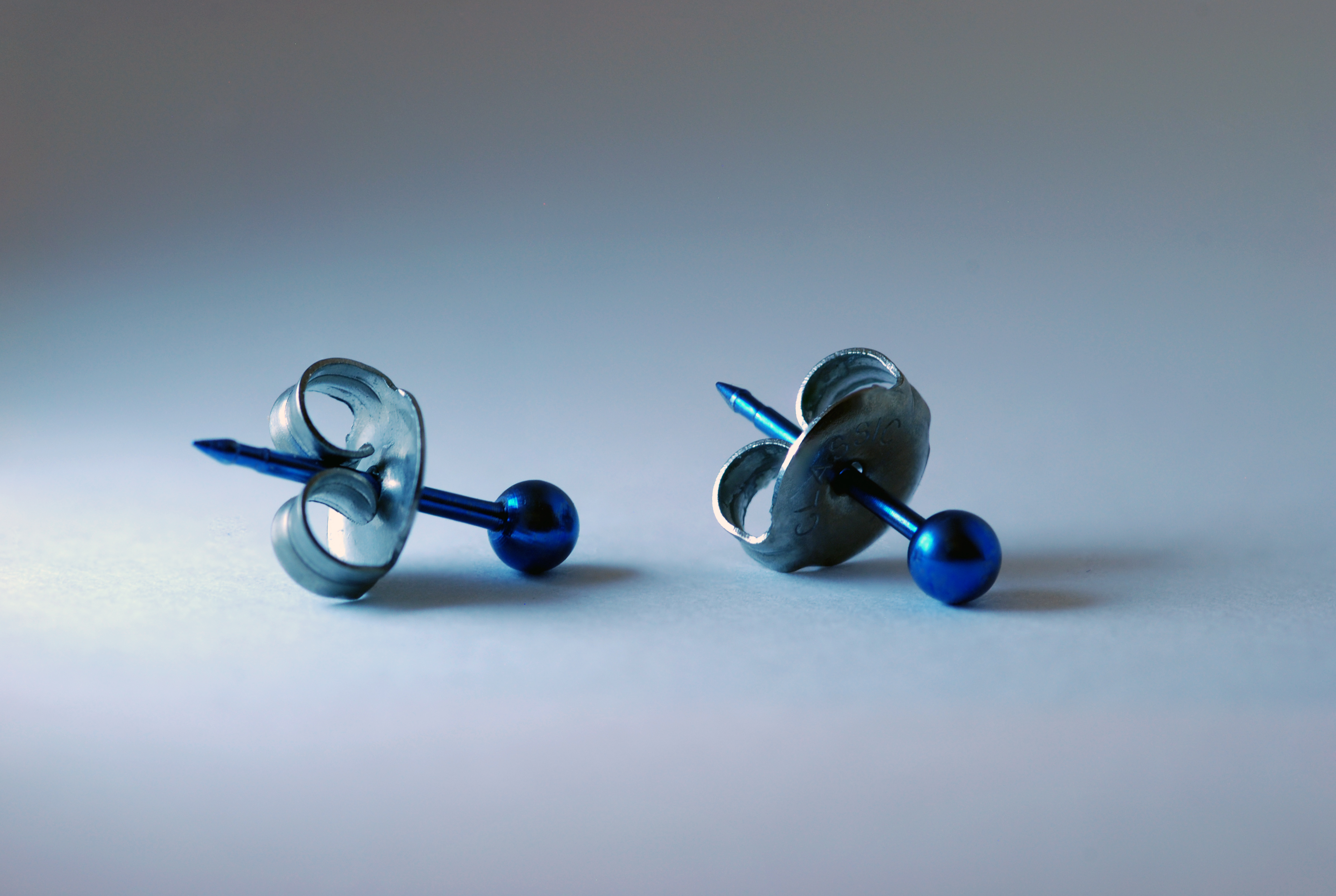
Ohrringe für Ohrlochpistole.

Eine Ohrlochpistole ist ein Gerät zum Setzen von Ohrlöchern, etwa für Ohrringe oder Piercings. Sie kam in den 1960er Jahren in Gebrauch.
Die ursprüngliche Pistole wurde mit einem Ohrstecker „geladen“. Bei Betätigung des Abzugs wird eine gespannte Feder gelöst und der Ohrstecker durch das Ohrläppchen geschossen. Bei neueren Pistolen gibt es keine Spannvorrichtung mehr, sondern der Ohrring wird mit Hilfe der Pistole durch die Haut geschoben. Der Ohrstecker wird separat in einer Kartusche geladen.